# KSK Tongeren
Koninklijke Sportkring Tongeren is een Belgische voetbalclub uit Tongeren. De club speelde in zijn geschiedenis twee seizoenen in de hoogste afdeling. De club is bij de KBVB aangesloten met stamnummer 54 en heeft wit-blauw als clubkleuren.

## Voorgeschiedenis
In 1908 werd Cercle Sportif Tongrois opgericht, en de club sloot aan bij de voetbalbond op 27 februari 1910, maar deze Sportkring Tongeren verdween tegen de Eerste Wereldoorlog. In 1917 (ingeschreven KBVB 02/03/1917 gelijktijdig met Patria FC Tongeren) werd CS Tongrois opnieuw opgericht, en de club sloot op 23 april aan bij de UBSFA en speelde in Groen - zwarte kleuren. In 1925 verscheen CS Tongrois voor het eerst in de nationale bevorderingsreeks, toen het niveau van Tweede Klasse. De ploeg eindigde als 8ste van 14 ploegen in zijn reeks, maar door competitiehervormingen moest de club degraderen. Vanaf 1926 kwam er immers een derde nationale niveau bij dat dienst zou doen als bevorderingsreeks, en de twee huidige bevorderingsreeksen op het tweede niveau werden herleid tot één tweedeklassereeks. Tongeren moest zo een niveau lager aantreden, maar de club kon onmiddellijk kampioen spelen en na één seizoen opnieuw zijn plaats innemen in de Tweede Klasse. In 1929 zakte de club echter weer naar bevordering, van 1933 tot 1935 zelfs lager. Bij de invoering van de stamnummer in 1926 had CS Tongrois ondertussen het nummer 73 gekregen.
De club kreeg de koninklijke titel en werd hernoemd naar Royal CS Tongrois in 1935. In 1939 werd de clubnaam vervlaamst naar K. Tongersche Sportvereeniging "Cercle". De club klom na de mindere periode weer op, en met een titel in Derde Klasse in 1941 keerde Tongersche terug in Tweede Klasse. De spelling van de clubnaam werd in 1947 nog gewijzigd naar K. Tongerse Sportvereniging Cercle. Dat jaar slaagde de club er uitzonderlijk in een ander stamnummer te verkrijgen van de KBVB. Een concurrerende Tongerse club, Patria FC Tongeren, had stamnummer 71, wat een net iets lager, en dus "ouder" stamnummer was dan dat van Cercle. De club beweerde reeds in 1908 te zijn opgericht, en vroeg de KBVB om een lager stamnummer. Hoewel de stamnummers vast verbonden waren aan een club, en hoewel ze eerder toegekend waren naar jaar van aansluiting in plaats van jaar van oprichting, besliste het uitvoerende comité van de Voetbalbond op 1 juli 1947 dat Tongersche SV Cercle voortaan het stamnummer 54 zou dragen. Dat stamnummer behoorde voordien toe aan Club Sportif Union Welkenraedt-Herbestal, maar deze club ging een fusie aan in 1932. Volgens de reglementen van voor 1964 diende een fusieclub een nieuw stamnummer aan te nemen, hierdoor kreeg de club een nieuw stamnummer dat was vrijgekomen met de jaren van de KBVB.
In de jaren 50 zakte de club opnieuw weg. In 1952 zakte Tongeren terug naar Derde Klasse, en in 1959 naar Vierde Klasse, dat ondertussen het bevorderingsniveau was. Met een titel in 1961 kon de club nog twee seizoenen terugkeren naar Derde maar de club viel daarna weer terug naar Vierde. In 1968 eindigde Cercle als tiende met 27 punten maar speelden de laatste drie wedstrijden met een niet aangesloten Duitse speler Burkhart Ziese en verloor hierdoor vijf punten en eindigde daarmee als derde laatste en degradeerde uit vierde klasse.

## Fusieclub
In Tongeren speelde nog een andere voetbalclub, Patria FC Tongeren, aangesloten bij de KBVB met stamnummer 71. Deze club was in 1916 opgericht en speelde sinds 1929 in de nationale reeksen. Tijdens zijn beste periode, van 1933 tot 1935, in de Tweede Klasse. De club zakte echter terug naar Bevordering en speelde net als Tongerse SV Cercle tegen 1969 in Vierde Klasse. In 1969 fusioneerden beide Tongerse voetbalclubs. De nieuwe club heette KSK Tongeren en speelde verder met stamnummer 54 van Tongerse. Stamnummer 71 van Patria werd geschrapt. De nieuwe fusieclub kon in korte tijd weer opklimmen. In 1969/70 won de club makkelijk zijn reeks na een seizoen met slechts één competitienederlaag in 30 wedstrijden en Tongeren promoveerde naar Derde Klasse. Ook het seizoen erop in Derde Klasse verloor Tongeren slechts eenmaal en behaalde vlot de titel. Vanaf 1971 speelde men zo terug in Tweede Klasse. De club haalde daar degelijke resultaten en speelde er in 1975 voor het eerste de eindronde, maar kon geen promotie afdwingen. Na onsuccesvolle eindrondes in 1976, 1978, 1979 en 1980 slaagde KSK er uiteindelijk in om 1981 de titel in Tweede Klasse te pakken en zo voor het eerst in de clubgeschiedenis te promoveren naar Eerste Klasse.
Tongeren eindigde het eerste seizoen in de hoogste klasse in de middenmoot maar wel slechts drie punten boven de degradatieplaatsen, in 1982/83 eindigde de ploeg echter voorlaatste en zo zakte Tongeren na twee seizoenen in de hoogste klasse terug. Tongeren bleef in de subtop spelen en haalde nog een eindronde in 1987, maar daarna kreeg de club het moeilijker en speelde meer in de staart van de rangschikking. De club kon aanvankelijk de degradatie vermijden, speelde in 1993 nog eens de eindronde maar degradeerde uiteindelijk in 1996 naar Derde Klasse. Tongeren bleef de komende jaren op dat niveau hangen en eindigde meestal in de middenmoot, behalve in 1998 en 2005 toen de club nogmaals aan een eindronde kon deelnemen. Na het seizoen 2004-2005 moest KSK verhuizen naar het terrein van KRC Genk, want op De Motten werd een atletiekpiste aangelegd. In 2006 werd het nieuwe stadion 'De Keiberg' in gebruik genomen. In 2006 ging men samen met FC Hedera Millen. Die club was aangesloten bij de voetbalbond met stamnummer 5708 en net uit Vierde Klasse gezakt.
Het seizoen 2007/2008 werd met hoge verwachtingen ingezet maar deze konden niet waargemaakt worden. Lei Clijsters werd in het midden van het seizoen aangesteld tot nieuwe trainer. Hij werd echter ernstig ziek en werd tijdelijk opgevolgd door interim-trainer Pierre Reynders. In februari 2008 werd Valère Billen aangesteld tot nieuwe hoofdcoach. In 2010 zakte Tongeren verder naar Vierde Klasse.
KSK Tongeren bleef moeilijkheden hebben. In het tweede seizoen in Vierde Klasse strandde men daar op een laatste plaats en na driekwart eeuw in de nationale reeksen zakte de club zo in 2012 naar Eerste Provinciale. Daar ging het in sneltempo verder bergaf, want in 2013 degradeerde men al verder naar Tweede Provinciale, waar men in 2014 weer op een degradatieplaats belandde. In de loop van 2013/14 was het tot fusiegesprekken gekomen tussen tweedeprovincialer en stadsgenoot KV Heur VV, aangesloten bij de KBVB met stamnummer 4600. Men zou vanaf 2014/15 nauw gaan samenwerken, om daarna te fusioneren. KV Heur VV werd in 2014 hernoemd in KFC Heur-Tongeren, en men zou voortaan binnen die club verder spelen onder stamnummer 4600. Bij wijze van overgang speelt de jeugd nog verder onder stamnummer 54 van KSK Tongeren. 
In 2015 speelde KFC Heur-Tongeren meteen kampioen in Tweede Provinciale. Een jaar later volgde een nieuwe promovering: van Eerste Provinciale naar Derde Amateurliga. De club steeg nadien ook naar Tweede Amateurliga maar moest na één seizoen degraderen. In het daaropvolgende seizoen 2019/20 steeg de club echter terug naar wat nu Tweede Nationale (Voetbal Vlaanderen) heette. Hoogtepunt werd het doorstoten in de Beker van België (Croky Cup) tot de 1/16de finales met een wedstrijd in Gent tegen profclub  AA Gent. 
In april 2021 werd de fusie dan toch een feit. De jeugdafdeling, die altijd met stamnummer 54 actief bleef, "slorpte" de eerste ploeg en de beloftenploeg (tot dan met stamnummer 4600) "op". De eengemaakte club gaat nu verder onder de naam KSK Tongeren met stamnummer 54 en met blauw-wit als clubkleuren. De beide accommodaties, enerzijds op Klein Veldje (jeugd) en anderzijds op De Keiberg (Tongeren-Oost), blijven behouden. De eerste ploeg speelt ook in het seizoen 2022-2023 in Tweede Nationale.

## Erelijst
- Beker van België

Finalist (1): 1974

## Resultaten
| Seizoen                                                                                  | Klasse | Klasse | Klasse | Klasse | Klasse | Klasse | Klasse | Reeks                                     | Punten                                                   | Opmerkingen |
|                                                                                          | I      | I      | II     | P.II   | P.III  |        |        |                                           |                                                          | |
| ---------------------------------------------------------------------------------------- | ------ | ------ | ------ | ------ | ------ | ------ | ------ | ----------------------------------------- | -------------------------------------------------------- | --- |
| Als Cercle Sportif Tongrois                                                              |        |        |        |        |        |        |        |                                           |                                                          | |
| 1912/13                                                                                  |        |        |        |        | 2      |        |        | Derde Prov. Lim.                          | 7                                                        | |
| 1913/14                                                                                  |        |        |        | 1      |        |        |        | Tweede Prov. Lim.                         | 10                                                       | |
| 1914/15                                                                                  |        |        |        |        |        |        |        |                                           |                                                          | Geen competitie door Wereldoorlog I                                                                                   |
| 1915/16                                                                                  |        |        |        |        |        |        |        |                                           |                                                          | Geen competitie door Wereldoorlog I                                                                                   |
| 1916/17                                                                                  |        |        |        |        |        |        |        |                                           |                                                          | Geen competitie door Wereldoorlog I                                                                                   |
| 1917/18                                                                                  |        |        |        |        |        |        |        |                                           |                                                          | Geen competitie door Wereldoorlog I                                                                                   |
| 1918/19                                                                                  |        |        |        |        |        |        |        |                                           |                                                          | Geen competitie door Wereldoorlog I                                                                                   |
| 1919/20                                                                                  |        |        |        | 3      |        |        |        | Tweede Prov. Lim.                         | 11                                                       | |
| 1920/21                                                                                  |        |        |        | 2      |        |        |        | Tweede Prov. Lim.                         | 15                                                       | |
| 1921/22                                                                                  |        |        |        | 2      |        |        |        | Tweede Prov. Lim.                         | 12                                                       | Kampioen en toen de eindronde al bezig was kreeg Hasseltse VV onterecht de titel toegewezen                           |
| 1922/23                                                                                  |        |        |        | 1      |        |        |        | Tweede Prov. Lim.                         | 9                                                        | Verlies in eindronde voor promotie tegen AS Renaisienne met 5-0                                                       |
| 1923/24                                                                                  |        |        |        | 1      |        |        |        | Tweede Prov. Lim.                         | 13                                                       | Verlies in eindronde voor promotie tegen Jeunesse Arlonaise met 3-1                                                   |
| 1924/25                                                                                  |        |        |        | 1      |        |        |        | Tweede Prov. Lim.                         | 27                                                       | Winnaar in de eindronde voor Promotie tegen AA Termondoise met 2-0                                                    |
| 1925/26                                                                                  |        |        | 8      |        |        |        |        | Eerste Afdeling B                         | 29                                                       | Verlies in eindronde voor het behoud tegen TSV Lyra met 2-0                                                           |
|                                                                                          | I      | I      | II     | III    | P.II   |        |        | Vanaf 1926/27 zijn er 3 nationale niveaus | Vanaf 1926/27 zijn er 3 nationale niveaus                | Vanaf 1926/27 zijn er 3 nationale niveaus                                                                             |
| 1926/27                                                                                  |        |        |        | 1      |        |        |        | Bevordering B                             | 37                                                       | |
| 1927/28                                                                                  |        |        | 9      |        |        |        |        | Eerste Afdeling                           | 24                                                       | |
| 1928/29                                                                                  |        |        | 12     |        |        |        |        | Eerste Afdeling                           | 21                                                       | |
| 1929/30                                                                                  |        |        |        | 4      |        |        |        | Bevordering C                             | 30                                                       | |
| 1930/31                                                                                  |        |        |        | 11     |        |        |        | Bevordering C                             | 20                                                       | |
| 1931/32                                                                                  |        |        |        | 9      |        |        |        | Bevordering D                             | 23                                                       | |
| 1932/33                                                                                  |        |        |        | 13     |        |        |        | Bevordering D                             | 23                                                       | |
| 1933/34                                                                                  |        |        |        |        | 7      |        |        | Tweede Prov. Lim.                         | 26                                                       | |
| 1934/35                                                                                  |        |        |        |        | 1      |        |        | Tweede Prov. Lim.                         | 44                                                       | |
| Als Royal Cercle Sportif Tongrois                                                        |        |        |        |        |        |        |        |                                           |                                                          | |
| 1935/36                                                                                  |        |        |        | 11     |        |        |        | Bevordering C                             | 23                                                       | |
| 1936/37                                                                                  |        |        |        | 5      |        |        |        | Bevordering C                             | 30                                                       | |
| 1937/38                                                                                  |        |        |        | 9      |        |        |        | Bevordering B                             | 26                                                       | |
| 1938/39                                                                                  |        |        |        | 2      |        |        |        | Bevordering D                             | 40                                                       | |
| Als Koninklijke Tongersche Sportvereeniging Cercle                                       |        |        |        |        |        |        |        |                                           |                                                          | |
| 1939/40                                                                                  |        |        |        |        |        |        |        |                                           |                                                          | Geen competitie door Wereldoorlog II                                                                                  |
| 1940/41                                                                                  |        |        |        |        |        |        |        |                                           |                                                          | Geen competitie door Wereldoorlog II                                                                                  |
| 1941/42                                                                                  |        |        |        | 1      |        |        |        | Bevordering D                             | 43                                                       | |
| 1942/43                                                                                  |        |        | 4      |        |        |        |        | Eerste Afdeling A                         | 40                                                       | |
| 1943/44                                                                                  |        |        | 11     |        |        |        |        | Eerste Afdeling B                         | 22                                                       | |
| 1944/45                                                                                  |        |        |        |        |        |        |        |                                           |                                                          | Geen competitie door Wereldoorlog II                                                                                  |
| 1945/46                                                                                  |        |        | 9      |        |        |        |        | Eerste Afdeling B                         | 34                                                       | |
| 1946/47                                                                                  |        |        | 11     |        |        |        |        | Eerste Afdeling A                         | 31                                                       | |
| 1947/48                                                                                  |        |        | 5      |        |        |        |        | Eerste Afdeling B                         | 35                                                       | |
| 1948/49                                                                                  |        |        | 9      |        |        |        |        | Eerste Afdeling A                         | 29                                                       | |
| 1949/50                                                                                  |        |        | 14     |        |        |        |        | Eerste Afdeling B                         | 26                                                       | |
| 1950/51                                                                                  |        |        | 4      |        |        |        |        | Eerste Afdeling A                         | 34                                                       | |
| 1951/52                                                                                  |        |        | 13     |        |        |        |        | Eerste Afdeling B                         | 24                                                       | Degradatie als gevolg van competitiehervorming                                                                        |
|                                                                                          | I      | I      | II     | III    | IV     | P.I    | P.II   | Vanaf 1952/53 zijn er 4 nationale niveaus | Vanaf 1952/53 zijn er 4 nationale niveaus                | Vanaf 1952/53 zijn er 4 nationale niveaus                                                                             |
| 1952/53                                                                                  |        |        |        | 3      |        |        |        | Derde Klasse A                            | 38                                                       | |
| 1953/54                                                                                  |        |        |        | 6      |        |        |        | Derde Klasse B                            | 31                                                       | |
| 1954/55                                                                                  |        |        |        | 3      |        |        |        | Derde Klasse A                            | 39                                                       | |
| 1955/56                                                                                  |        |        |        | 9      |        |        |        | Derde Klasse B                            | 29                                                       | |
| 1956/57                                                                                  |        |        |        | 5      |        |        |        | Derde Klasse A                            | 35                                                       | |
| 1957/58                                                                                  |        |        |        | 14     |        |        |        | Derde Klasse B                            | 25                                                       | |
| 1958/59                                                                                  |        |        |        | 15     |        |        |        | Derde Klasse A                            | 23                                                       | |
| 1959/60                                                                                  |        |        |        |        | 2      |        |        | Vierde Klasse B                           | 40                                                       | |
| 1960/61                                                                                  |        |        |        |        | 1      |        |        | Vierde Klasse C                           | 48                                                       | |
| 1961/62                                                                                  |        |        |        | 12     |        |        |        | Derde Klasse B                            | 25                                                       | |
| 1962/63                                                                                  |        |        |        | 10     |        |        |        | Derde Klasse B                            | 27                                                       | |
| 1963/64                                                                                  |        |        |        | 15     |        |        |        | Derde Klasse A                            | 23                                                       | |
| 1964/65                                                                                  |        |        |        |        | 5      |        |        | Vierde Klasse A                           | 32                                                       | |
| 1965/66                                                                                  |        |        |        |        | 12     |        |        | Vierde Klasse B                           | 25                                                       | |
| 1966/67                                                                                  |        |        |        |        | 2      |        |        | Vierde Klasse C                           | 39                                                       | |
| 1967/68                                                                                  |        |        |        |        | 14     |        |        | Vierde Klasse D                           | 22                                                       | Degradatie als gevolg van 5 punten aftrek in drie laatste wedstrijden van niet speelgerechtigde speler op te stellen. |
| 1968/69                                                                                  |        |        |        |        |        | 4      |        | Eerste Prov. Lim.                         | 31                                                       | |
| Als Koninklijke Sportklub Tongeren (fusie van Tongerse SV Cercle met Patria FC Tongeren) |        |        |        |        |        |        |        |                                           |                                                          | |
| 1969/70                                                                                  |        |        |        |        | 1      |        |        | Vierde Klasse D                           | 54                                                       | |
| 1970/71                                                                                  |        |        |        | 1      |        |        |        | Derde Klasse A                            | 46                                                       | |
| 1971/72                                                                                  |        |        | 9      |        |        |        |        | Tweede Klasse                             | 28                                                       | |
| 1972/73                                                                                  |        |        | 5      |        |        |        |        | Tweede Klasse                             | 33                                                       | |
| 1973/74                                                                                  |        |        | 7      |        |        |        |        | Tweede Klasse                             | 31                                                       | |
| 1974/75                                                                                  |        |        | 4      |        |        |        |        | Tweede Klasse                             | 36                                                       | Derde in eindronde voor promotie met RAA Louviéroise, Boom FC en KV Oostende                                          |
| 1975/76                                                                                  |        |        | 5      |        |        |        |        | Tweede Klasse                             | 35                                                       | Derde in eindronde voor promotie met KV Kortrijk, THOR Waterschei en KFC Diest                                        |
| 1976/77                                                                                  |        |        | 11     |        |        |        |        | Tweede Klasse                             | 28                                                       | |
| 1977/78                                                                                  |        |        | 3      |        |        |        |        | Tweede Klasse                             | 39                                                       | Tweede in eindronde voor promotie met Berchem Sport, AA Gent en KV Oostende                                           |
| 1978/79                                                                                  |        |        | 2      |        |        |        |        | Tweede Klasse                             | 45                                                       | Derde in eindronde voor promotie met KSC Hasselt, AA Gent en KFC Diest                                                |
| 1979/80                                                                                  |        |        | 3      |        |        |        |        | Tweede Klasse                             | 36                                                       | Tweede in eindronde voor promotie met KV Kortrijk, Racing Jet Bruxelles en Sint-Niklase SK                            |
| 1980/81                                                                                  |        |        | 1      |        |        |        |        | Tweede Klasse                             | 45                                                       | |
| 1981/82                                                                                  | 10     | 10     |        |        |        |        |        | Eerste Klasse                             | 30                                                       | |
| 1982/83                                                                                  | 17     | 17     |        |        |        |        |        | Eerste Klasse                             | 21                                                       | |
| 1983/84                                                                                  |        |        | 7      |        |        |        |        | Tweede Klasse                             | 32                                                       | |
| 1984/85                                                                                  |        |        | 6      |        |        |        |        | Tweede Klasse                             | 32                                                       | |
| 1985/86                                                                                  |        |        | 6      |        |        |        |        | Tweede Klasse                             | 33                                                       | |
| 1986/87                                                                                  |        |        | 4      |        |        |        |        | Tweede Klasse                             | 34                                                       | Tweede in eindronde voor promotie met KFC Winterslag, FC Assent en KRC Harelbeke                                      |
| 1987/88                                                                                  |        |        | 6      |        |        |        |        | Tweede Klasse                             | 33                                                       | |
| 1988/89                                                                                  |        |        | 12     |        |        |        |        | Tweede Klasse                             | 27                                                       | |
| 1989/90                                                                                  |        |        | 14     |        |        |        |        | Tweede Klasse                             | 23                                                       | |
| 1990/91                                                                                  |        |        | 15     |        |        |        |        | Tweede Klasse                             | 18                                                       | Ondanks voorlaatste plaats toch behoud omwille van faillissement Beerschot VAC                                        |
| 1991/92                                                                                  |        |        | 14     |        |        |        |        | Tweede Klasse                             | 23                                                       | |
| 1992/93                                                                                  |        |        | 5      |        |        |        |        | Tweede Klasse                             | 31                                                       | Vierde in eindronde voor promotie met KV Oostende, Eendracht Aalst en Beerschot VAC                                   |
| 1993/94                                                                                  |        |        | 12     |        |        |        |        | Tweede Klasse                             | 31                                                       | |
| 1994/95                                                                                  |        |        | 9      |        |        |        |        | Tweede Klasse                             | 49                                                       | |
| 1995/96                                                                                  |        |        | 17     |        |        |        |        | Tweede Klasse                             | 29                                                       | |
| 1996/97                                                                                  |        |        |        | 10     |        |        |        | Derde Klasse B                            | 39                                                       | |
| 1997/98                                                                                  |        |        |        | 3      |        |        |        | Derde Klasse B                            | 60                                                       | |
| 1998/99                                                                                  |        |        |        | 10     |        |        |        | Derde Klasse B                            | 38                                                       | |
| 1999/00                                                                                  |        |        |        | 9      |        |        |        | Derde Klasse B                            | 37                                                       | |
| 2000/01                                                                                  |        |        |        | 10     |        |        |        | Derde Klasse B                            | 38                                                       | |
| 2001/02                                                                                  |        |        |        | 12     |        |        |        | Derde Klasse B                            | 32                                                       | |
| 2002/03                                                                                  |        |        |        | 8      |        |        |        | Derde Klasse B                            | 38                                                       | |
| 2003/04                                                                                  |        |        |        | 10     |        |        |        | Derde Klasse B                            | 36                                                       | |
| 2004/05                                                                                  |        |        |        | 3      |        |        |        | Derde Klasse B                            | 52                                                       | Verlies in eindronde voor promotie tegen FC Denderleeuw EH                                                            |
| 2005/06                                                                                  |        |        |        | 9      |        |        |        | Derde Klasse B                            | 39                                                       | |
| 2006/07                                                                                  |        |        |        | 6      |        |        |        | Derde Klasse B                            | 44                                                       | |
| 2007/08                                                                                  |        |        |        | 9      |        |        |        | Derde Klasse B                            | 29                                                       | |
| 2008/09                                                                                  |        |        |        | 11     |        |        |        | Derde Klasse B                            | 34                                                       | |
| 2009/10                                                                                  |        |        |        | 16     |        |        |        | Derde Klasse B                            | 39                                                       | Verlies in eindronde voor behoud tegen Olsa Brakel                                                                    |
| 2010/11                                                                                  |        |        |        |        | 6      |        |        | Vierde Klasse C                           | 40                                                       | |
| 2011/12                                                                                  |        |        |        |        | 16     |        |        | Vierde Klasse C                           | 17                                                       | |
| 2012/13                                                                                  |        |        |        |        |        | 16     |        | Eerste Prov. Lim.                         | 23                                                       | |
| 2013/14                                                                                  |        |        |        |        |        |        | 15     | Tweede Prov. Lim.                         | 24                                                       | |
| Als KFC Heur-Tongeren                                                                    |        |        |        |        |        |        |        |                                           |                                                          | |
| 2014/15                                                                                  |        |        |        |        |        |        | 1      | Tweede prov. Limburg B                    | 79                                                       | |
| 2015/16                                                                                  |        |        |        |        |        | 4      |        | Eerste prov. Limburg                      | 51                                                       | |
|                                                                                          | 1A     | 1B     | 1Am    | 2Am    | 3Am    | P.I    | P.II   |                                           | Vanaf 2016-17 zijn er 3 nationale en 2 regionale niveaus | Vanaf 2016-17 zijn er 3 nationale en 2 regionale niveaus                                                              |
| 2016/17                                                                                  |        |        |        |        |        | 2      |        | Eerste prov. Limburg                      | 58                                                       | |
| 2017/18                                                                                  |        |        |        |        | 1      |        |        | Derde amateurs B                          | 55                                                       | |
| 2018/19                                                                                  |        |        |        | 16     |        |        |        | Tweede amateurs                           | 14                                                       | |
| 2019/20                                                                                  |        |        |        |        | 3      |        |        | Derde amateurs B                          | 48                                                       | Vroegtijdig stopgezet wegens de Coronacrisis                                                                          |
| 2020/21                                                                                  |        |        |        | -      |        |        |        | Tweede amateurs                           | -                                                        | Geschrapt wegens de Coronacrisis                                                                                      |
| Als KSK Tongeren                                                                         |        |        |        |        |        |        |        |                                           |                                                          | |
| 2021/22                                                                                  |        |        |        | 12     |        |        |        | Tweede Afdeling B                         | 32                                                       | |
| 2022/23                                                                                  |        |        |        | 5      |        |        |        | Tweede Afdeling B                         | 56                                                       | |
| 2023/24                                                                                  |        |        |        | 8      |        |        |        | Tweede Afdeling B                         | 48                                                       | |
| 2024/25                                                                                  |        |        |        | 11     |        |        |        | Tweede afdeling B                         | 32                                                       | |
| 2025/26                                                                                  |        |        |        |        |        |        |        | Tweede afdeling B                         |                                                          | |